# Jacques Bugier
Pour les articles homonymes, voir Bugier.
Jacques Bugier, né le 23 octobre 1953 à Blois et mort le 10 juin 2013 dans sa ville natale, est un journaliste, et écrivain français.

## Biographie
Diplômé du Centre de formation des journalistes de Paris, il travaille à La République du Centre puis pour La Nouvelle République.
Il travaille ensuite pour le journal Le Monde de 1991 à 2008. Proche de Jack Lang, l'ancien maire de Blois, et de François Bayrou, il suit en 2007 la campagne présidentielle de ce dernier.
Il est l'auteur des Enfances de l'art (Autrement, 2002) évoquant les classes à projet artistique et culturel, et Visages de Blois (éd. de Monza, 2001), préfacé par l'écrivaine Irène Frain.
Il est le père du journaliste Julian Bugier.